# Referendum niepodległościowe w Czarnogórze w 1992 roku
Referendum niepodległościowe w Czarnogórze w 1992 roku – referendum przeprowadzone 1 marca 1992 roku w Socjalistycznej Republice Czarnogóry w związku z możliwością odłączenia się republiki od Socjalistycznej Federacyjnej Republiki Jugosławii.

## Formuła
Referendum składało się z jednego pytania.

Czy popierasz Czarnogórę, jako suwerenną republikę, która nadal pozostaje we wspólnym państwie (Jugosławii), jako równa innym republikom, które życzą sobie tego samego?

Głos na "tak" oznaczał chęć pozostania w federacji Jugosławii, natomiast głos na "nie" – utworzenie suwerennego państwa.

## Wyniki
Według Głównego Urzędu Statystycznego (CEMI) uprawionych do głosowania w dniu referendum było 421 549 osób. Do urn poszły 278 382 osoby, co stanowiło 66,04% wszystkich uprawnionych. Przeważająca większość, bo aż 95,65% głosujących, opowiedziała się za pozostaniem Czarnogóry w federacji republik jugosłowiańskich. 3,14% głosujących wyraziło chęć utworzenia niepodległego państwa.
| Wyniki     | Wyniki  | Wyniki |
| ---------- | ------- | ------ |
| Tak        | 266 273 | 95,65% |
| Nie        | 8 755   | 3,14%  |
| Frekwencja | 278 382 | 66,04% |

## Skutki
Skutkiem opowiedzenia się społeczeństwa czarnogórskiego za pozostaniem jedną z republik w federacyjnym państwie Słowian południowych, było utworzenie, 27 kwietnia 1992 r., Federalnej Republiki Jugosławii, w skład której wchodziła dotychczasowa SR Czarnogóry i SR Serbii. 